# Šumska urodica
Šumska urodica  (modrasta urodica, lat. Melampyrum nemorosum)  je jednogodišnja biljka iz porodice volovotkovke (Orobanchaceae). Raste u   Europi. Kod nas raste po suhim šumama. Koristi se i kao ljekovita biljka (u Rusiji i Ukrajini).

## Sastav
Biljka sadrži glikozid aukubin, te dulcitol i alkaloide.
Sadrži oko 9 flavonoida i oko 5 fenol karboksilnih kiselina. Među njima su kafeinska, klorogena i ferulična kiselina, luteolin, hiperozid, kvercitrin, cinarozid. Sadržaj flavonoida u travi varira od 0,04 do 2,3%. U biljci se također nalaze tragovi alkaloida i iridoida, steroidni saponini, soli, škrob, pektin, šećeri, uključujući ksilozu, maltozu, glukozu i glikozid dulcit. Sjemenke sadrže toksični glikozid aukubin (rinantin). Cvjetovi sadrže do 0,6% askorbinske kiseline, lišće do 1%.

## Primjena
Može se koristiti u hortikulturi.U narodnoj medicini se koristi za bolesti srca i želuca (dekokt - oprez biljka nije bezazlena ), te za dijatezu kod djece (tuberkuloza kože, ekcemi, samo za vanjsku uporabu!).